# Meritus Suites State Tower
La Meritus Suites State Tower est un gratte-ciel de Bangkok qui mesure 247 m et compte 63 étages.